# USS Young (DD-312)
Za druga plovila z istim imenom glejte USS Young.
USS Young (DD-312) je bil rušilec razreda Clemson v sestavi Vojne mornarice Združenih držav Amerike.
Rušilec je bil poimenovan po pomorskem častniku Johnu Youngu.

## Zgodovina
Rušilec je bil del eskadre rušilcev, ki je bila vpletena v nesrečo pri Honda Pointu (največjo mirnodobno izgubo Vojne mornarice ZDA), ko je nasedlo sedem rušilcev.